# Brain Invaders
Brain Invaders è il tredicesimo album in studio del gruppo musicale statunitense Zebrahead, pubblicato nel 2019.

## Tracce
1. When Both Sides Suck, We're All Winners – 3:03
2. I Won't Let You Down – 3:37
3. All My Friends Are Nobodies – 3:03
4. We're Not Alright – 2:55
5. You Don't Know Anything About Me – 2:44
6. Chasing the Sun – 3:12
7. Party on the Dancefloor – 3:09
8. Do Your Worst – 3:33
9. All Die Young – 3:15
10. Up in Smoke – 2:43
11. Ichi, Ni, San, Shi – 2:58
12. Take a Deep Breath (And Go Fuck Yourself) – 3:57
13. Better Living Through Chemistry – 2:39
14. Bullet on the Brain – 3:15

## Formazione
- Ali Tabatabaee – voce
- Matty Lewis – voce, chitarra
- Dan Palmer – chitarra, cori
- Ben Osmundson – basso, cori
- Ed Udhus – batteria, percussioni